# Країни Африки, Карибського басейну та Тихоокеанського регіону
Країни Африки, Карибського басейну і Тихоокеанського регіону, скор. Країни АКТ (англ. African, Caribbean and Pacific Group of States, ACP countries) — міжнародна організація, що об'єднує на сьогодні 79 країн (48 в Африці, 16 в Карибському басейні і 15 в Тихоокеанському регіоні), більшість з яких були раніше французькими та британськими колоніями.
Основоположним документом організації є так звана Джорджтаунська угода 1975 року, що містить основні домовленості по спільній роботі переважно в економічній сфері.
Основними цілями організації є економічний розвиток країн-учасників, інтеграція у світову економіку, а також підстава «нового, справедливого і чесного світового суспільного устрою». З самого початку головною метою була координація економічних зв'язків між країнами АКТ і ЄС.
В останні роки країни-учасники перенесли свою увагу з країн ЄС на світову спільноту, провівши низку заходів у рамках СОТ.

## Історія створення
У період формування Європейського союзу європейські країни, що мали колишні колонії за межами Європи, прагнули зберегти свої особливі відносини з ними. Таким чином, виникла ідея «асоціації» з залежними територіями, що мала на увазі надання їм торговельних концесій та надання сприяння розвиткові. Ця ідея була формалізована в I і II Конвенціях, підписаних в Яунде, в 1963 і 1969 рр. між Асоціацією африканських держав (в основному колишніми французькими і бельгійськими колоніями) і ЄС.
Потім на зміну цим конвенціям прийшли Ломейські конвенції, діяли з 1975 по 2000 рік. Вони охоплювали взаємини Євросоюзу з країнами АКТ. Перша з них була підписана в 1975 р. в Ломе, столиці Того (Західна Африка), 9 країнами Західної Європи і 46 країнами, що розвиваються АКТ. IV Ломейскую конвенцію в грудні 1989 року підписали 12 країн ЄС і 70 країн АКТ. У листопаді 1995 р. на острові Маврикій була підписана оновлена IV Ломейська конвенція, яку з боку ЄС підписали вже 15 країн.
Якщо до середини 1970-х рр. Західна Європа орієнтувалася в основному тільки на зв'язку з франкомовними країнами Західної Африки, то в наступні десятиліття, у зв'язку з розширенням ЄС, європейська зовнішня політика стала розвиватися по багатьом напрямам і охопила практично весь світ, що розвивається.
I і II Ломейські конвенції були націлені головним чином на сприяння промисловому розвитку країн АКТ, III — на забезпечення продовольчої безпеки. IV Ломейська конвенція, що набрала чинності у вересні 1991 року, діяла десять років. Основну увагу вона приділяла довгостроковому розвитку, в особливості приватних інвестицій, малого бізнесу, сприяння демократії та поваги до прав людини, а також розвитку острівних держав. IV Ломейська конвенція являла собою найбільший зовнішній бюджет ЄС — понад 2 млрд євро в рік.
Основним інструментом надання допомоги державам АКТ був Європейський фонд розвитку (ЕФР). Реалізація проектів ЄФР йшло по п'яти основних напрямках: стабілізація доходів від експорту СТАБЕКС (STABEX) і СІСМІН (SYSMIN) для країн, що залежать від експорту якогось мінералу; допомогу в ліквідації наслідків катастроф; допомога біженцям; допомога структурним перетворенням в економіці.
20 листопада 1996 року була опублікована так звана «Зелена книга», підбиваючи підсумки 25-річчя Ломейських конвенцій.
23 червня 2000 р. на 25-й зустрічі АКТ-ЄС на рівні міністрів у столиці Беніну р. Котону був підписаний новий договір про партнерство між ЄС та країнами АКТ, що визначав принципи співпраці сторін на найближчі 20 років . Договір отримав назву «Договір Котону». Під документом поставили свої підписи не тільки представники 15 держав ЄС та 71 країн АКТ, але і 6 острівних держав Тихоокеанського регіону — Островів Кука, Республіки Науру,  Республіки Палау,  Республіки Маршаллові острови, Ніуе, а також  Федеративні Штати Мікронезії, запрошених взяти участь в договорі як нових учасників. З 78 країн групи АКТ Договір Котону не підписала тільки Куба.
Однією з основних цілей договору є поступова і гармонійна інтеграція країн АКТ у систему світової економіки на базі консолідації процесів регіональної інтеграції всередині самої групи АКТ. Базові принципи співпраці — повага прав людини, демократичних норм, верховенства закону, а також режим справедливого правління — доповнені в договорі політичним діалогом між партнерами, який є тепер основним фактором для надання фінансової допомоги ЄС. Важливими новаціями є диференціація допомоги, залучення громадянського суспільства до співпраці, заохочення приватного сектора, а також підтримка проектів, пов'язаних з охороною навколишнього середовища та видобутком корисних копалин. Договір передбачає поетапний процес переходу до нового торговельного режиму, який не буде більше базуватися на односторонніх преференціях, а буде поступово формувати систему, засновану на принципах взаємності. Етапами цього процесу мають стати регіональні угоди про економічне співробітництво, які, почавши діяти в 2008 році, підготують створення вільних економічних зон в 2020. Проте менш розвинені країни АКТ, не готові до підписання регіональних угод, будуть продовжувати користуватися вигодами преференційного режиму.
1 квітня 2003 р. Договір Котону набув чинності. Країни АКТ залишаються як один з пріоритетних напрямків зовнішньополітичної лінії Євросоюзу в новому багатополюсному світі. В Африці ЄС має намір продовжувати співробітництво з західноафриканських економічним і валютним союзом, Співтовариством розвитку країн Південної Африки, Економічним співтовариством країн Західної Африки, східноафриканським співтовариством. Підтримується діалог ЄС з Африканським союзом.
У цілому, політика Європейського союзу відносно країн, що розвиваються зазнає нині істотні зміни, які можна умовно розділити на 4 категорії:
1) радикальний перегляд адміністрування зовнішньої допомоги, особлива увага приділяється посиленню координації та ефективної реалізації програм допомоги. Для цих цілей в січні 2001 року був заснований спеціальний орган — Центр співпраці з надання європейської допомоги (англ. EuropeAid Co-operation Office), який займається координацією всіх програм зовнішньої допомоги і сприяння Євросоюзу;
2) переорієнтація програм допомоги ЄС, які стають схожі на проекти інших міжнародних донорів, таких, як Світовий банк і Міжнародний валютний фонд, тобто основна увага в них приділена політичному діалогу, управлінню і стабільному розвитку;
3) зусилля по приведенню політики розвитку Євросоюзу у відповідність з правилами СОТ;
4) нова стратегія відкриття ринку для найбідніших країн: у вересні 2000 року Європейська комісія запропонувала 48 найбіднішим країнам безмитне вихід їх товарів на європейський ринок до 2005 року. Ця ініціатива під назвою «Все, крім зброї» (англ. «Everything But Arms») почала реалізовуватися в 2001 році.
На сьогодні в групу АКТ входять 78 держав, 38 країн АКТ включені ООН в список 48 найменш розвинених країн світу. З 78 країн АКТ тільки Ліберія і Ефіопія не є колишніми колоніями держав-членів ЄС. Не всі колишні колонії європейських країн входять до групи АКТ (наприклад, колишні британські колонії Індія і Пакистан). Окрему угоду з Європейським союзом має ПАР, не що була повноправним учасником Ломейських конвенцій.

## Держави АКТ

### Африка
| - Ангола - Екваторіальна Гвінея - Ефіопія - Бенін - Ботсвана - Буркіна-Фасо - Бурунді - Джибуті - Кот-д'Івуар - Еритрея - Габон - Гамбія - Гана - Гвінея - Гвінея-Бісау - Камерун | - Кабо-Верде - Кенія - Коморські Острови - ДР Конго - Республіка Конго - Лесото - Ліберія - Мадагаскар - Малаві - Малі - Мавританія - Маврикій - Мозамбік - Намібія - Нігер - Нігерія | - Руанда - Замбія - Сенегал - Сан-Томе і Принсіпі - Сейшельські Острови - Сьєрра-Леоне - Зімбабве - Сомалі - ПАР - Судан - Есватіні - Танзанія - Того - Чад - Уганда - Центральноафриканська Республіка |

### Карибський басейн
| - Антигуа і Барбуда - Багамські Острови - Барбадос - Беліз - Домініка - Домініканська Республіка - Гренада - Гаяна | - Гаїті - Ямайка - Куба - Сент-Кіттс і Невіс - Сент-Люсія - Сент-Вінсент і Гренадини - Суринам - Тринідад і Тобаго |

Країни Карибського басейну являють собою сформовану геополітичну угруповання відносно благополучних країн. Особливість Карибської групи країн полягає в їх географічної близькості і економічній залежності від США. Всі ці країни увійшли в створену в 1995 році Асоціацію Карибських держав (АКД), розвиток якої відбувається в рамках інтеграційного процесу в Західній півкулі.

### Тихоокеанський регіон
| - Острови Кука - Фіджі - Кірибаті - Маршаллові Острови - Федеративні Штати Мікронезії - Науру - Ніуе - Східний Тимор | - Палау - Папуа Нова Гвінея - Соломонові Острови - Самоа - Тонга - Тувалу - Вануату |

Вісім країн Тихоокеанського регіону є найбільш різнорідною групою серед країн АКТ. Найбільшою країною є Папуа Нова Гвінея з населенням 5 млн осіб, що становить 70% населення всіх країн Тихоокеанського регіону. Ці країни, що являють собою острівні держави, мають невеликий економічний потенціал і орієнтовані на експортну торгівлю. Папуа Нова Гвінея з 1989 року бере участь в Організації Азійсько-Тихоокеанського економічного співробітництва. Інші держави цього регіону, за підтримки Австралії та Нової Зеландії, теж поступово орієнтуються на азійський світовий економічний центр.
Зона вільної торгівлі – це в основному зона преференційної торгівлі зі збільшеним обсягом зниження тарифів. Всі зони вільної торгівлі, митні союзи, спільні ринки, економічні союзи, митні та грошові спілки і економічні та фінансові союзи вважаються покращеними формами зони преференційної торгівлі.
Країни АКТ є учасницями таких Зон преференційної торгівлі:
Південно-тихоокеанська угода про регіональну торгівлю та економічне співробітництво (1981)
Європейський Союз - країни АКТ
АСЕАН - КНР (2005)

## Управління
Держави АКТ управляються генеральним секретаріатом зі штаб-квартирою в Брюсселі (Бельгія). Ще одне представництво відкрите в Женеві (Швейцарія).
Основними органами АКТ є:
- Рада міністрів АКТ;
- Комітет послів АКТ;
- Парламентська асамблея АКТ;
- Спільна асамблея АКТ-ЄС, що складається з одного обирається представника від кожної країни, що брала участь в IV Ломейсько конвенції, і рівного числа членів Європейського парламенту. Це консультативний орган, що збирається два рази на рік;
- Рада міністрів АКТ-ЄС, куди входять міністри від країн ЄС і АКТ, а також представник Комісії, що приймає рішення
- Комітет послів АКТ-ЄС, що складається з постійних представників усіх країн — членів ЄС, представника Європейської комісії та голів місій держав АКТ до ЄС і виконує виконавчі та управлінські функції;* Центр розвитку підприємництва;
- Технічний центр сільського господарства і землеробства. Генеральним секретарем країн АКТ у 2005 році призначений Джон Капутін з Папуа Нової Гвінеї.

### Найменш розвинуті АКТ-країни
- Ангола
- Бенін ,  Буркіна-Фасо ,  Бурунді
- Центральноафриканська Республіка ,  Чад  ,  Коморські Острови ,  ДР Конго
- Джибуті
- Екваторіальна Гвінея ,  Еритрея ,  Ефіопія
- Гамбія ,  Гвінея ,  Гвінея-Бісау
- Гаїті
- Кірибаті
- Лесото ,  Ліберія
- Мадагаскар ,  Малаві ,  Малі ,  Мавританія ,  Мозамбік
- Нігер
- Руанда
- Самоа ,  Сан-Томе і Принсіпі ,  Сьєрра-Леоне ,  Соломонові Острови ,  Сомалі ,  Судан
- Східний Тимор ,  Танзанія ,  Тувалу ,  Того
- Уганда
- Вануату
- Замбія

### Острівні держави АКТ
| - Острови Кука - Фіджі - Кірибаті - Маршаллові Острови - Федеративні Штати Мікронезії - Науру - Ніуе - Східний Тимор - Палау | - Папуа Нова Гвінея - Соломонові Острови - Самоа - Тонга - Тувалу - Вануату - Антигуа і Барбуда - Багамські Острови - Барбадос | - Беліз - Домініка - Домініканська Республіка - Гренада - Гаяна - Гаїті - Ямайка - Куба - Сент-Кіттс і Невіс | - Сент-Люсія - Сент-Вінсент і Гренадини - Тринідад і Тобаго - Кабо-Верде - Коморські Острови - Мадагаскар - Маврикій - Сан-Томе і Принсіпі - Сейшельські Острови |